# Pro Arena
Pro Arena (stilizat PRO•ARENA; fost Pro X, Sport.ro și TV Sport) este un canal de televiziune privat din România, lansat pe 27 iulie 2003 și dedicat publicului masculin inițial difuzând numai programe și transmisiuni sportive. Proprietarul acestuia este Pro TV SRL, companie media ce face parte din Central European Media Enterprises (CME).
Pro Arena are un reach de aproape 64% din populația de 21,5 milioane de locuitori ai României și o grilă de programe TV care combină știri, evenimente sportive interne și internaționale, divertisment și seriale de acțiune și de comedie. Se adresează publicului masculin din mediul urban cu vârste cuprinse între 18-49 de ani.

## Istoric
Canalul TV a fost lansat pe 27 iulie 2003 sub numele de TV Sport. Cele mai importante programe ale postului TV erau transmisiuni în direct sau în premieră ale diverselor evenimente sportive interne și internaționale ca meciurile de fotbal din UEFA Champions League, Cupa UEFA (acum UEFA Europa League) sau Liga 2, handbal din cupele europene și din Liga Națională, meciuri de box, turneul de tenis de la Wimbledon, DTM și Formula 3, baschet, rugby, poker profesionist, wrestling și sporturi de iarnă. Sloganul folosit a fost Noul sport național (slogan păstrat și după redenumirea postului în Sport.ro). Rubrica Știrile TV Sport aducea ultimele noutăți pe parcursul întregii zile, iar evenimentele erau dezbătute în edițiile TV Sport special sau emisiunea talk-show Om la Om cu Florin Călinescu.
În martie 2007, după ce postul TV cu profil sportiv TV Sport a intrat în portofoliul Pro TV SA, acesta a fost transformat în Sport.ro. În aprilie 2007 a fost relansat site-ul sport.ro, iar la data de 1 iunie 2007 postul de televiziune Sport.ro a fost relansat.
Rivalul canalului TV Sport.ro a fost (până în 2010) Telesport, un canal TV dedicat sporturilor, deținut de Realitatea Media. În anul 2007, Sport.ro a avut o cifră de afaceri de 4,1 milioane de lei și o pierdere netă de 0,77 milioane lei.
Conform Pagina de media, în perioada martie-aprilie 2011, Sport.ro a obținut o medie de audiență de 0,3% - 0,4% în mediul urban, cu 35-40.000 de telespectatori pe zi. În luna iulie a anului 2015, Sport.ro a obținut o medie de audiență de 0,2% în mediul urban, cu 15.000 de persoane de telespectatori pe zi.
La 30 ianuarie 2017, Sport.ro a devenit post TV pentru bărbați aducând și seriale. La 28 august 2017, Sport.ro a fost redenumit în Pro X, într-un proces de uniformizare a branding-ului posturilor din portofoliul MediaPro.
La data de 7 martie 2022, printr-un spot difuzat pe Pro TV, a fost anunțat că Pro X devine Pro Arena. Schimbarea a avut loc pe 4 aprilie 2022.

## Sporturi

### Sporturi difuzate în prezent
- Fotbal (UEFA Euro, UEFA Europa League, UEFA Conference League, FA Cup, FA Community Shield, FA Youth Cup, Liga I Feminin)
- Box (DFS, UFC, Glory)
- Handbal (Liga Națională)
- Moto (Campionatul Național de Drift, Campionatul Național de Karting, Campionatul mondial de Hard Enduro)
- Șah (Superliga Europei la șah)
- Evenimente

### Sporturi difuzate în trecut
- Fotbal (Cupa României, Supercupa României, UEFA Champions League, UEFA Nations League, Supercupa Europei, Liga 2, Preliminarii FIFA World Cup)
- Box (Fight Night, BoxBuster, Bellator, Glory, Local Kombat, ONE)
- Wrestling (WWE)
- Tenis (Tennis Masters Series)
- Rugby (Tri Nations, Super 14)
- Poker (Poker European Open)
- Futsal (Liga 1 Futsal)
- Skanderbeng
- Handbal (EHV Champions League)
- Volei
- Moto (DTM, Formula 3)
- Baschet
- Sporturi de iarnă
- Atletism